# Salomo Aschkenasi
Salomo Aschkenasi, auch Solomon ben Natan Aschkenasi (* um 1520 in Udine; † 1602 oder 1605) war ein osmanischer Jude des 16. Jahrhunderts, Leibarzt des Königs Sigismund August von Polen, später Gesandter der Hohen Pforte und Staatsmann.

## Leben
Salomo Aschkenasi wurde um 1520 als Nachkomme einer deutschen Familie in Udine geboren. Sein Bruder war der spätere Arzt, Rektor der Universität Wien und Konvertit Paulus Weidner. Nach einem Studium der Medizin in Padua zog er nach Krakau, wo er während 16 Jahren Leibarzt des Königs Sigismund August von Polen war. 1564 siedelte er nach Konstantinopel über, wo er Arzt und Dragoman des venezianischen Gesandten Marcantonio Barbaro und des Großwezirs Sokollu Mehmed Pascha wurde. Zugleich wurde er mit diplomatischen Aufgaben betraut. Bei der Wahl Heinrich von Valois zum polnischen Königs 1573 hatte er auf Seiten des osmanischen Reiches großen Einfluss. Er wirkte auch an der Aufhebung der Verbannung der Juden aus Venedig (1573) mit. 1574 wurde er als Aleman Oglou zum außerordentlichen Gesandten der Hohen Pforte in Venedig ernannt.